# Martin Kemp (historyk sztuki)
Martin Kemp – angielski historyk sztuki, profesor Uniwersytetu w Oksfordzie. Znawca sztuki Renesansu, a przede wszystkim życia i twórczości Leonarda da Vinci. Od 1997 roku regularnie pisuje w działach Art and Science i Science and Image tygodnika Nature. Organizator słynnych wystaw, między innymi Spectacular Bodies w londyńskiej Hayward Gallery w roku 1989 oraz ca 1492 w National Gallery of Art w Waszyngtonie w roku 1992.
W 2010 wraz z Pascalem Cotte opublikował pracę, w której postawił tezę, że wykonany na pergaminie portret La Bella Principessa, dotąd uznawany za anonimową grafikę niemiecką z XIX w., jest w istocie autorstwa Leonarda da Vinci. Na podstawie dalszych badań stwierdził, że portret mógł być pierwotnie częścią egzemplarza dzieła pt. Sforziada, znajdującego się obecnie w Bibliotece Narodowej w Warszawie.

## Publikacje
- Cima da Conegliano (Paulton 1967)
- Scott and Delacroix, with some assistance from Hugo and Bonington (Edinburgh 1973)
- Dr. William Hunter at the Royal Academy of Arts (ed.) (Glasgow 1975)
- Leonardo da Vinci: the marvellous works of nature and man (London 1981; Oxford 2006)
- Geometrical perspective from Brunelleschi to Desargues: a pictorial means or an intellectual end? (Oxford 1985)
- Kenneth Clark, Leonardo da Vinci; (introduction) (Harmondsworth 1988; London 1993; London 2005)
- Leonardo e lo spazio dello scultore (Florence 1988)
- Leonardo da Vinci: Hayward Gallery, London, 26 January to 16 April 1989 (London 1989)
- Leonardo on painting: an anthology of writings (ed. with Margaret Walker) (London/New Haven 1989; 2001)
- The Altarpiece in the Renaissance (ed. with Peter Humfrey) (Cambridge 1990)
- The science of art : optical themes in Western art from Brunelleschi to Seurat (London/New Haven 1990)
- Leon Battista Alberti, On painting (introduction and notes) (London 1991)
- Paolo Uccello's "Hunt in the forest" in the Ashmolean Museum, Oxford (with Ann Massing) (n.p. 1991)
- Leonardo da Vinci: the mystery of the Madonna of the yarnwinder (ed.) (Edinburgh 1992)
- Mood of the moment: masterworks of photography from the University of St Andrews (ed.) (St Andrews 1994)
- Bodyscapes: images of human anatomy from the collections of St. Andrews University (St Andrews 1995)
- Materia medica: a new cabinet of medicine and art; an exhibition at the Wellcome Institute for the History of Medicine, November 1995 (with Ken Arnold) (London 1995)
- "Wrought by no artist's hand": the natural, the exotic, and the scientific in some artifacts from the Renaissance (New Haven/London 1995)
- Behind the picture: art and evidence in the Italian Renaissance (New Haven/London 1997)
- Immagine e verità (Milan 1999)
- Susan Derges: liquid form 1985-99 (London 1999)
- Wilhelmina Barns-Graham: new paintings (London 1999)
- Spectacular bodies: the art and science of the human body from Leonardo to now (with Marina Wallace) (London/Los Angeles 2000)
- The Oxford history of western art (Oxford 2000)
- Visualizations: the nature book of art and science (Oxford 2000)
- Leonardo (Oxford 2004)
- Seen and unseen (Oxford 2006)
- The Leonardo catalogue (London 2006)
- The human animal in art and science (Chicago 2007)